# Karl Bockisch

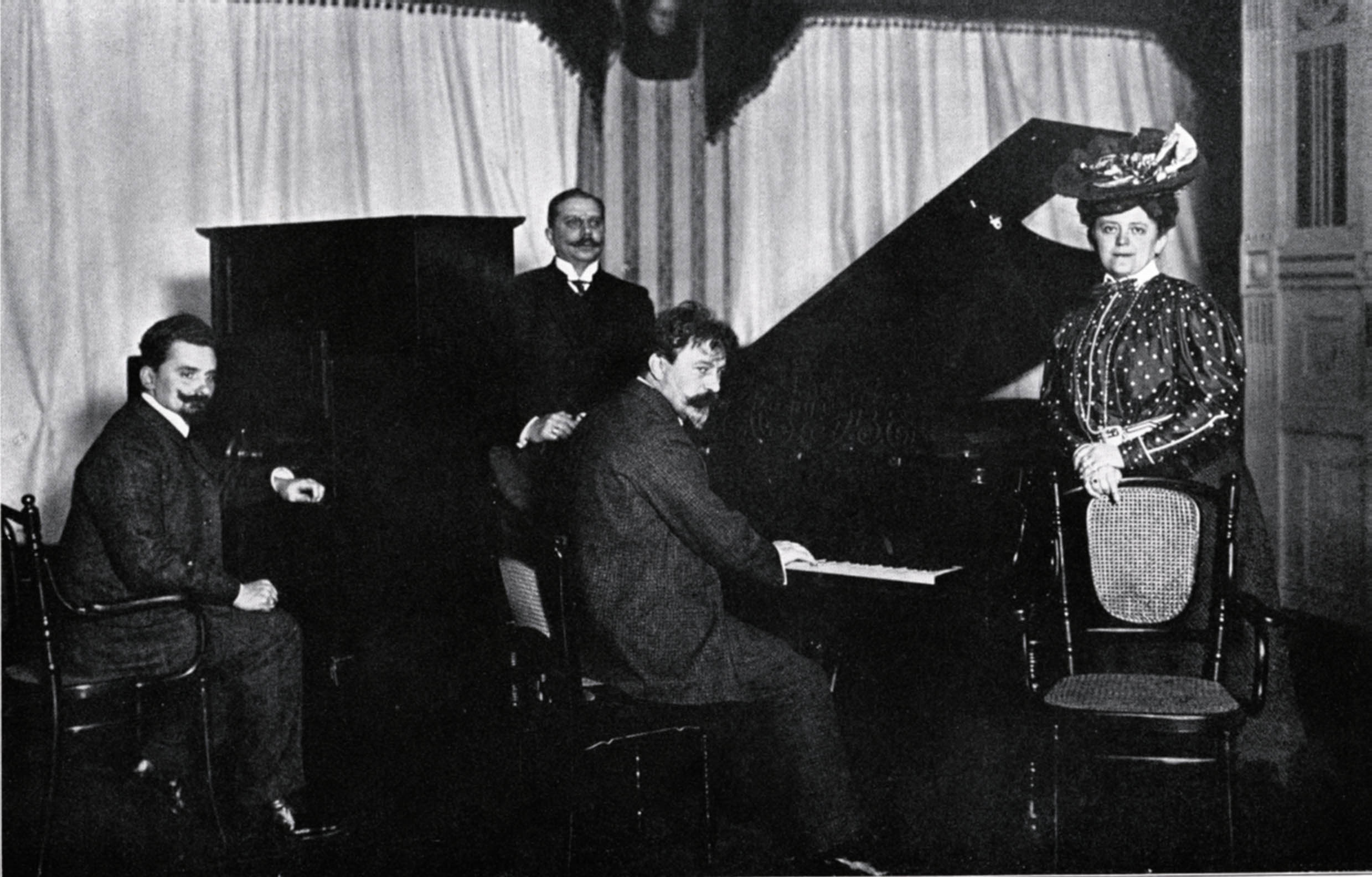
Links Karl Bockisch, daneben Hugo Popper, Arthur Nikisch, Frau Nikisch
(am 19. Februar 1906 bei der Aufnahmesitzung für Welte-Mignon im Studio Leipzig)

Karl Bockisch (* 10. Januar 1874 Sternberg/Mähren; † 17. April 1952 Freiburg im Breisgau) war Mitarbeiter, Teilhaber und Geschäftsführer sowie zuletzt Inhaber des Freiburger Herstellers von mechanischen Musikwerken M. Welte & Söhne und Miterfinder des Reproduktionklaviers Welte-Mignon.

## Leben
Karl Bockisch war seit der gemeinsamen Schulzeit mit Edwin Welte befreundet. Im Herbst 1892 machte er Abitur an der Grossherzoglichen Realschule in Freiburg. Im selben Jahr ging er mit seiner Familie nach Sternberg zurück. Er begann im Herbst 1893 eine Ausbildung bei M. Welte & Söhne in Freiburg. 1896 heiratete er Frieda Welte (* 1874 in Freiburg, † 1930 ebenda), Edwins Schwester.
1900 trat er zusammen mit Edwin Welte als Teilhaber in die Firma ein, die nun als GmbH firmierte. 1904 meldete er gemeinsam mit Edwin W. das Verfahren zur Herstellung der Reproduktionsklaviere als Deutsches Reichspatent 162.708 an. Dieses wurde unter dem Titel „Vorrichtung an mechanischen Tasteninstrumenten zur Abstufung des Tastenanschlages“ patentiert. Zahlreiche Patente weltweit folgten. In den USA hatte man allerdings langjährige Gerichtsverfahren zu durchstehen, da das Patent dort angefochten wurde. Erst 1911 wurde das Patent in den USA unanfechtbar und auch erteilt.
Dieses Patent war die Grundlage für das sehr erfolgreiche Reproduktionssystem für Klaviere Welte-Mignon, die ersten Instrumente wurden 1905 auf den Markt gebracht.
Mit diesem System war es möglich, das einmal eingespielte Spiel eines Pianisten inklusive der Anschlagsdynamik weitestgehend originalgetreu wiederzugeben. Dieses technische Wunderwerk war damals wie heute eine Sensation und erlaubt mit den wenigen gut erhaltenen Instrumenten eine authentische Wiedergabe dieser Aufnahmen.
Seit 1910 war Karls Bruder Heinrich Bockisch (1876–1919) ebenfalls Mitarbeiter der Firma Welte. Er leitete den Aufbau der 1912 eingeweihten Fabrikationsstätte der amerikanischen Niederlassung, der M. Welte & Sons, Inc. in Poughkeepsie, N.Y. Während des Ersten Weltkrieges war er dort Geschäftsführer anstelle von Edwin Welte, der in Deutschland zur Armee eingezogen worden war.
1931 war die Firma Welte durch die Einführung neuer Technologien wie Schallplattenspieler, Rundfunk und Tonfilm in wirtschaftliche Schwierigkeiten geraten, der Absatz der teuren Instrumente war völlig zum Erliegen gekommen. Nur durch einen gerichtlichen Vergleich konnte der Konkurs abgewendet werden. Edwin Welte trat als Teilhaber und Geschäftsführer aus. Karl Bockisch führte die Firma zusammen mit seinem Sohn Karl Bockisch jr. (1899–1945) mit stark reduzierter Belegschaft als reine Orgelbauanstalt weiter. Große Teile des Firmenareals wurden vermietet. 1932 heiratete Karl Bockisch Ilse Tormin (1901–1988). Die GmbH wurde 1936 mangels Vermögen in eine OHG umgewandelt. Bis zur Zerstörung wurden neben Reparaturen auch Orgelneubauten ausgeführt.
1944 wurde das Firmenareal bei einem Bombenangriff komplett zerstört.
1949 wurde der Betrieb in bescheidenen Rahmen wieder aufgenommen und bis 1951 aufrechterhalten. Nach dem Tod Karl Bockischs 1952 erlosch nach 120 Jahren die einst weltbekannte Firma endgültig.

## Fernseh-Film
- Selbst spielt das Klavier: Welte-Mignon und die mechanische Musik. Buch und Regie: Oliver Becker. SWF/LOFT 1998.